# Kerry blue terrier
El kerry blue terrier es una raza de perro de origen irlandés, perteneciente a la gran familia de los terriers. La raza, que debe su nombre al condado irlandés de Kerry, originalmente fue criada para la caza de ratas, conejos, tejones, hurones, zorros, nutrias, liebres, ciervos e incluso lobos. Con el tiempo el kerry blue terrier se convirtió en un perro de trabajo general utilizado para una variedad de trabajos, incluido el pastoreo de ovejas y vacas y como perro guardián; hoy en día el Kerry se ha extendido por todo el mundo como perro de compañía y de trabajo. 

## Historia
La raza es originaria de la región montañosa de Kerry, en Irlanda. No existen referencias literarias de esta raza hasta antes del siglo XIX y se dice que sus antecesores son los mismos que dieron origen al terrier irlandés, sólo que al kerry blue se le tuvo aislado, manteniendo la pureza de su raza hasta el momento de descubrir sus aptitudes como perro de combate, entonces se llevaron a cabo cruces con el Bedlington terrier, al que se le debe la textura y apariencia del pelaje del actual kerry blue, y con el Bull terrier, fijando con este el carácter actual de la raza que es el de un perro valiente y decidido. Según otros autores, los antepasados de esta raza llegaron a la isla sobrevivientes de un naufragio de un buque que sucumbió ante la bahía de Tralee a finales del siglo XVIII, y que se mezclaron con terriers locales produciendo un perro de capa azul, con el aspecto y temperamento de los terriers. Otra hipótesis sugiere que esta raza llegó a Irlanda en 1588 con los buques de la Armada Española.
Hacia 1920 la raza tenía un gran auge en Irlanda, representaba el 25 por ciento de todos los registros del Kennel Club Irlandés en 1924, convirtiéndose así en la mascota de los patriotas irlandeses que buscaban independizarse de Inglaterra. Los aficionados americanos presentaron a la raza por vez primera en el Westminster en 1922.

## Características
- Tamaño: De 46 a 49 cm.
- Peso: De 15 a 20 kg siendo el deseable 16 kg.
- Orejas: Pequeñas en proporción a la cabeza, en forma de V y dobladas hacia abajo. Deben ser gruesas.
- Cola: Es corta, de inserción alta y debe ser recta cuando está en movimiento y erecta cuando está atento.
- Pelo: Ondulado, brillante y de consistencia suave en comparación con otros terriers.
- Colores permitidos: Cualquier tonalidad de azul con algo más oscuro en las orejas. Nacen de color negro y este se va aclarando, lo que debe ocurrir antes de los 18 meses de edad.
- Grupo: Terriers.

## Temperamento
El nivel de actividad del Kerry Blue Terrier va de moderado a alto. Requieren un dueño activo, hábil, que puede proporcionarles socialización temprana y entrenamiento de obediencia porque necesitan ejercicio diario. Es un perro de carácter fuerte, a veces se le ha acusado de ser poco tolerante; sobresale su gran valentía e inteligencia, reflejados sin lugar a dudas si de adiestramiento se trata. Además es noble y afectuoso con los suyos.
Son testarudos y saben bien como manejar a su dueño para conseguir lo que quieren. Con los niños es amable y protector.

No sueltan pelo ni huelen, por los que son perros ideales para personas alérgicas.

Es un perro al que no le gusta estar solo, necesita compañía y no se separa de su amo.
A nivel de inteligencia el Kerry ocupó el puesto 35 en la clasificación de Stanley Coren acerca de La inteligencia de los perros.

## Salud
Es una raza muy saludable y son bastante longevos 12-15 años. Casi nunca está enfermo, pocas son las visitas que realiza al veterinario. Prácticamente es suficiente con las vacunas, desparasitaciones habituales del perro y con la vacuna oficial de la rabia. 

### Selección genética
Importante en esta raza para evitar la transmisión a la descendencia de enfermedades hereditarias importantes como la enfermedad de Von Willerbrand y la Mielopatía degenerativa son enfermedades degenerativas del sistema nervioso ligadas a un gen recesivo, por lo que es fundamental eliminar portadores. Difícil tarea al ser la población de Kerries muy limitada y la consanguinidad que existe en esta raza puede hacer aparecer estas enfermedades.
Los criadores de kerries deben permanecer alerta y si se detecta por cualquier técnica disponible que un ejemplar es portador de estas enfermedades, deberían eliminarlo como reproductor. Sólo así podremos eliminar de esta adorable raza las alteraciones genéticas. 

## Cuidados
Un cuidado fundamental en el Kerry es la colocación de las orejas, en los cachorros cuando el cartílago de las orejas comienza a endurecer aproximadamente a los tres meses se le hace el pegado de las orejas hasta que el cartílago endurezca. Sin encolar las orejas pueden quedar demasiado altas. El criador recomendará la manera adecuada de fijar las orejas.
Pero el cuidado más frecuente del Kerry es el cuidado de su manto, necesita un cepillado al menos dos veces por semana y un corte de pelo cada mes y medio o dos meses. La técnica del arreglo del pelo es un arte y conviene dejarlo en manos del criador o peluquero.

## Utilidad

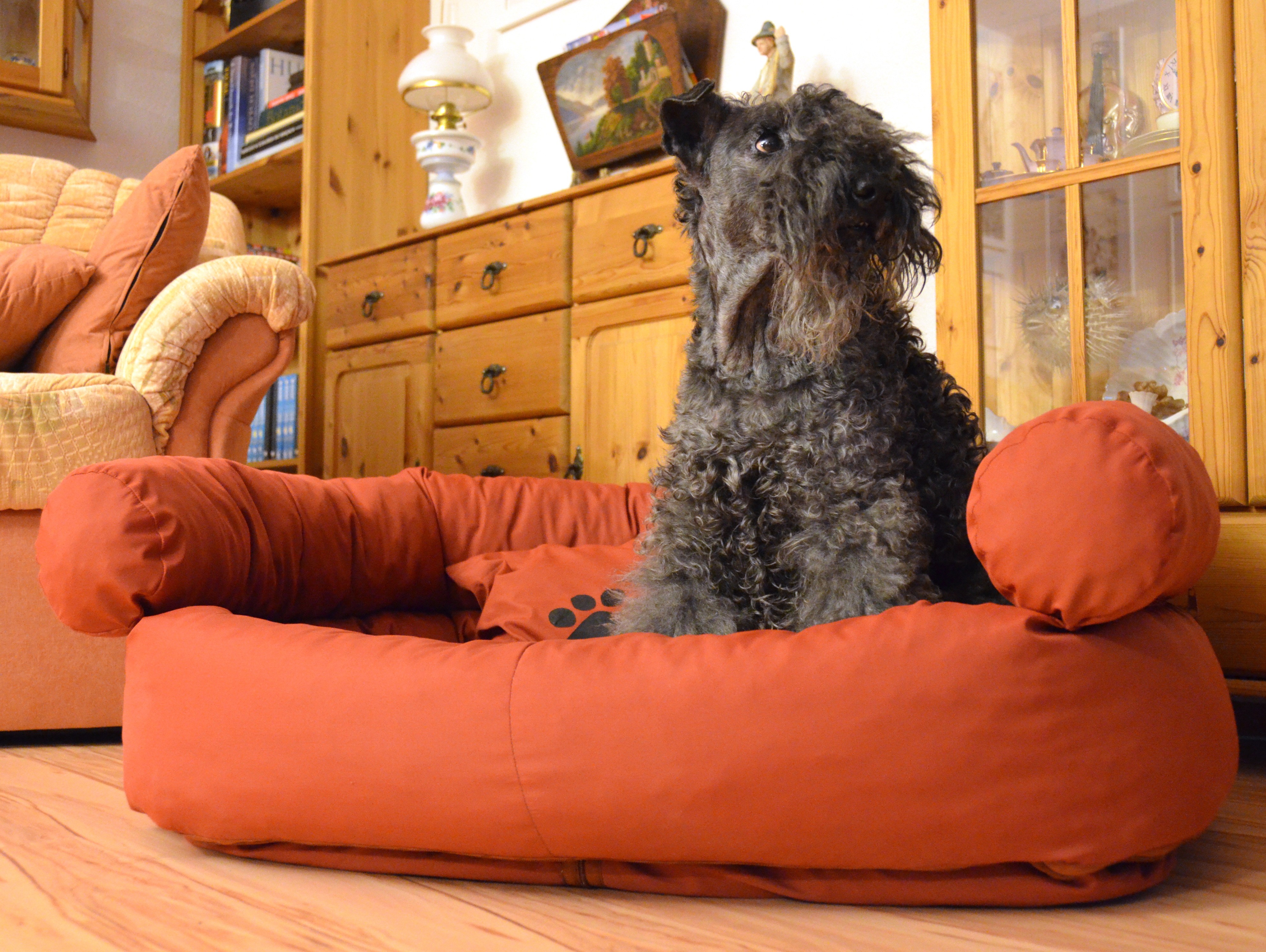
Kerry Blue Terrier

En los primeros tiempos de las competiciones caninas el Irish Kennel Club requería que los Kerrie pasaran una prueba gameness, conocida como la certificación Teastas Mor antes de ser considerados para ser juzgados. Son rápidos, fuertes e inteligentes. Tienen buenos resultados en entrenamiento de obedeciencia, agility, pastoreo de ovejas y rastreo. Alguno ejemplares han sido utilizados como perro policía en Irlanda.
Dedicado a la caza del tejón y del zorro, gracias a sus sorprendentes características como nadador, también se ha utilizado en la cacería de nutrias. Esta raza fue utilizada por Inglaterra durante la Segunda Guerra Mundial para detectar al enemigo, su pelaje obscuro era un perfecto camuflaje.